# Bem (Cameroun)
Pour les articles homonymes, voir Bem.
Bem est une localité du Cameroun située dans le département du Donga-Mantung et la Région du Nord-Ouest, à proximité de la frontière avec le Nigeria. Elle fait partie de la commune de Misaje.

## Population
En 1970, la localité comptait 348 habitants, principalement du clan Misaje.
Lors du recensement de 2005, 1 088 personnes y étaient dénombrées.
On y parle notamment le ncane, une langue béboïde de l'Est.